# Igor Bugaiov
Igor Bugaiov (russisch Игорь Витальевич Бугаёв / Igor Witaljewitsch Bugajow; * 26. Juni 1984 in Bendery) ist ein moldauischer Fußballspieler.

## Karriere

### Verein
Igor Bugaiov begann seine Karriere im Jahr 2002 in seinem Heimatland beim FC Dinamo Bender. Die Saison 2008 verbrachte er beim russischen Zweitligisten Ural Jekaterinburg. Von 2010 bis 2011 lief er für den kasachischen Verein Lokomotive Astana auf. 2012 wechselte der Stürmer innerhalb der kasachischen Liga zu Tobyl Qostanai. Im Jahr 2016 kehrte er nach Moldau zurück. Zunächst spielte er beim FC Dacia Chișinău an, wechselte aber im August 2016 zum Ligakonkurrenten FC Zaria Bălți. Im Juni 2017 verließ er den Klub und ging zu Ertis Pawlodar in die kasachische Premjer-Liga. Zur Saison 2018 wechselte er zurück nach Moldawien zum FC Milsami.

### Nationalmannschaft
Igor Bugaiov wurde 51 Mal in der moldauischen Nationalmannschaft eingesetzt und erzielte dabei sieben Tore.